# Allotrichosiphum assamense
Allotrichosiphum assamense är en insektsart som beskrevs av Raychaudhuri, D.N., M.R. Ghosh, Banerjee och A.K. Gh. Allotrichosiphum assamense ingår i släktet Allotrichosiphum och familjen långrörsbladlöss. Inga underarter finns listade i Catalogue of Life.